# Хавлок (Северна Каролина)
Хавлок (енгл. Havelock) град је у америчкој савезној држави Северна Каролина.

## Демографија
По попису из 2010. године број становника је 20.735, што је 1.707 (-7,6%) становника мање него 2000. године.
| Група             | 2000.          | 2010.          |
| Белци             | 15.002 (66,8%) | 13.280 (64,0%) |
| Афроамериканци    | 4.159 (18,5%)  | 3.611 (17,4%)  |
| Азијати           | 570 (2,5%)     | 599 (2,9%)     |
| Хиспаноамериканци | 2.022 (9,0%)   | 2.413 (11,6%)  |
| Укупно            | 22.442         | 20.735         |